# División de Honor B de rugby 2013-14
La División de Honor B de rugby 2013-14 es la 16.ª edición de la segunda competición de rugby de España desde la reestructuración en 1998. El torneo es organizado por la Federación Española de Rugby, al igual que la máxima categoría.
Para esta temporada, la primera jornada se organizó para el 12 de octubre, mientras que la última fecha de la categoría será el día 25 de mayo de 2014 según el calendario oficial.
El F. C. Barcelona logró el ascenso a División de Honor al derrotar al Sant Cugat por 40-21 en la final del playoff de ascenso. 

## Sistema de competición
- Esta Competición Nacional se jugará en cada grupo por sistema de liga a doble vuelta estableciéndose la clasificación de acuerdo con lo que establece el Reglamento de Partidos y Competiciones de la FER. Algunas jornadas podrán coincidir con actividad de la Selección Nacional o Combinado Nacional. En estos casos los jugadores convocados con el Equipo Nacional o Combinado Nacional deberán estar a disposición del Seleccionador Nacional hasta que finalice la concentración, no pudiendo participar con sus clubes hasta entonces.

- Los dos primeros de cada grupo participarán en la Fase de Ascenso a División de Honor. Se distribuirán en dos grupos por sorteo; Grupo A (1o, 1o, 2o), Grupo B (1o, 2o, 2o). Jugarán en cada grupo una liga a doble vuelta. Los dos equipos que queden en primer lugar de cada grupo disputarán la final a partido único en campo neutral. El ganador ascenderá a División de Honor en la temporada 2014/15. El perdedor jugará una eliminatoria de promoción contra el equipo clasificado en 11 o lugar de División de Honor.

- Los equipos B de clubes que actualmente compiten en División de Honor no participarán en esta fase de ascenso.

- Como norma general para los tres grupos se establece que en principio desciende de cada grupo a categoría regional el equipo clasificado en el último lugar (puesto 12o) y promociona para la permanencia el penúltimo clasificado (puesto 11o). No obstante dado que la distribución de los tres grupos de División de Honor es geográfica, el número definitivo de equipos que descenderán de cada grupo a primera categoría regional para la temporada 2014/15 estará en función del grupo al que corresponda encuadrarse al equipo (o los equipos) que desciendan de División de Honor a División de Honor B y también en función del equipo (o los equipos) que asciendan a División de Honor.

### Sistema de puntuación
- Cada victoria suma 4 puntos.
- Cada empate suma 2 puntos.
- Cuatro ensayos en un partido suma 1 punto de bonus.
- Perder por una diferencia de siete puntos o inferior suma 1 punto de bonus.

## Grupos

### Grupo A (Norte)
| Equipo                     | Ciudad        | Entrenador   | Estadio                     | Capacidad |
| -------------------------- | ------------- | ------------ | --------------------------- | --------- |
| Pegamo Bera Bera R. T.     | San Sebastián | Bandera de ? | Miniestadio de Anoeta       | 1262      |
| Uribealdea R. K. E.        | Munguía       | Bandera de ? | Campo de rugby Atxurizubi   | ?         |
| Eibar Hierros Anetxe R. T. | Éibar         | Bandera de ? | Polideportivo de Ipurúa     | 1000      |
| Babyauto Zarautz R. T.     | Zarauz        | Bandera de ? | Campo de rugby Asti         | 800       |
| Durango R. T.              | Durango       | Bandera de ? | Campo de rugby Arripausueta | 304       |
| Universitario Bilbao Rugby | Bilbao        | Bandera de ? | Polideportivo Errekalde     | 400       |
| Oviedo R. C.               | Oviedo        | Bandera de ? | Campo de rugby El Naranco   | 600       |
| CRAT La Coruña             | La Coruña     | Bandera de ? | Campo de rugby Acea de Ama  | 500       |

### Grupo B (Este-Levante)
| Equipo                    | Ciudad                              | Entrenador   | Estadio                                                               | Capacidad |
| ------------------------- | ----------------------------------- | ------------ | --------------------------------------------------------------------- | --------- |
| C. R. Sant Cugat          | San Cugat del Vallés (Barcelona)    | Bandera de ? | ZEM La Guinardera                                                     | 500       |
| R. C. L'Hospitalet        | Hospitalet de Llobregat (Barcelona) | Bandera de ? | Campo de rugby Feixa Llarga                                           | 300       |
| C. N. Poble Nou-Enginyers | Barcelona                           | Bandera de ? | C. E. M. Mar Bella                                                    | 100       |
| Barcelona U. C.–Ubae      | Barcelona                           | Bandera de ? | Esports UB                                                            | 200       |
| F. C. Barcelona Rugby     | Barcelona                           | Bandera de ? | La Teixonera                                                          | 500       |
| C. R. La Vila             | Villajoyosa                         | Bandera de ? | Campo de rugby El Pantano                                             | 1550      |
| CAU Valencia              | Valencia                            | Bandera de ? | Campo de rugby del Río Turia                                          | 500       |
| C. P. Les Abelles         | Valencia                            | Bandera de ? | Campos de Rugby Jorge Diego Pantera, Polideportivo de Quatre Carreres | 1296      |
| R. C. Tecnidex Valencia   | Valencia                            | Bandera de ? | Campos de Rugby Jorge Diego Pantera, Polideportivo de Quatre Carreres | 1296      |

### Grupo C (Centro-Sur)
| Equipo                            | Ciudad                              | Entrenador   | Estadio                              | Capacidad |
| --------------------------------- | ----------------------------------- | ------------ | ------------------------------------ | --------- |
| C. D. Arquitectura                | Madrid                              | Bandera de ? | Estadio Nacional Complutense         | 12 400    |
| C. R. Liceo Francés               | Madrid                              | Bandera de ? | Estadio Ramon Urtubi                 | 500       |
| Club Alcobendas Rugby             | Alcobendas (Madrid)                 | Bandera de ? | Las Terrazas                         | 2000      |
| CAU Madrid                        | Orcasitas (Madrid)                  | Bandera de ? | Campo de rugby Orcasitas             | 500       |
| XV Sanse Scrum                    | San Sebastián de los Reyes (Madrid) | Bandera de ? | Polideportivo Municipal Dehesa Boyal | ?         |
| A. D. Ing. Industriales Las Rozas | Las Rozas de Madrid (Madrid)        | Bandera de ? | Campo de rugby El Cantizal           | 400       |
| C. D. U. Granada                  | Granada                             | Bandera de ? | Fuentenueva                          | 1000      |
| Helvetia Rugby                    | Sevilla                             | Bandera de ? | I. D. La Cartuja                     | 3000      |
| C. R. Atlético Portuense          | Cádiz                               | Bandera de ? | C. D. Puerto de Santa María          | ?         |

## Clasificaciones

### Grupo A
|                                                                 | Equipo                     | J  | G  | E | P  | TF  | TC  | DT   | BO | BD | Puntos |
| --------------------------------------------------------------- | -------------------------- | -- | -- | - | -- | --- | --- | ---- | -- | -- | ------ |
| 1                                                               | Pegamo Bera Bera R. T.     | 14 | 13 | 0 | 1  | 614 | 152 | 462  | 11 | 0  | 63     |
| 2                                                               | Uribealdea R. K. E.        | 14 | 12 | 0 | 2  | 400 | 134 | 266  | 6  | 1  | 55     |
| 3                                                               | Eibar Hierros Anetxe R. T. | 14 | 9  | 0 | 5  | 305 | 229 | 76   | 6  | 1  | 43     |
| 4                                                               | Babyauto Zarautz R. T.     | 14 | 7  | 2 | 5  | 324 | 240 | 84   | 4  | 1  | 37     |
| 5                                                               | CRAT La Coruña             | 14 | 5  | 1 | 8  | 310 | 342 | -32  | 6  | 2  | 30     |
| 6                                                               | Oviedo R. C.               | 14 | 4  | 1 | 9  | 224 | 396 | -172 | 3  | 2  | 23     |
| 7                                                               | Durango R. T.              | 14 | 4  | 0 | 10 | 213 | 391 | -178 | 4  | 1  | 21     |
| 8                                                               | Universitario Bilbao Rugby | 14 | 0  | 0 | 14 | 137 | 643 | -506 | 0  | 1  | 1      |
| Fuente: Federación Española de Rugby (actualización automática) |                            |    |    |   |    |     |     |      |    |    |        |

J:Jugados / G:Ganados / E:Empatados / P:Perdidos / TF:Tantos a Favor / TC:Tantos en Contra / DT:Diferencia / BO:Bonus Ofensivo / BD:Bonus Defensivo

### Grupo B
|                                                                 | Equipo                    | J  | G  | E | P  | TF  | TC  | DT   | BO | BD | Puntos |
| --------------------------------------------------------------- | ------------------------- | -- | -- | - | -- | --- | --- | ---- | -- | -- | ------ |
| 1                                                               | F. C. Barcelona Rugby     | 16 | 13 | 0 | 3  | 564 | 249 | 315  | 7  | 3  | 62     |
| 2                                                               | C. R. Sant Cugat          | 16 | 12 | 0 | 4  | 572 | 274 | 298  | 11 | 3  | 62     |
| 3                                                               | C. R. La Vila             | 16 | 12 | 0 | 4  | 451 | 241 | 210  | 9  | 3  | 57     |
| 4                                                               | CAU Valencia              | 16 | 11 | 0 | 5  | 487 | 319 | 168  | 7  | 2  | 53     |
| 5                                                               | C. P. Les Abelles         | 16 | 11 | 0 | 5  | 391 | 284 | 107  | 6  | 2  | 53     |
| 6                                                               | R. C. Tecnidex Valencia   | 16 | 4  | 1 | 11 | 303 | 412 | -109 | 4  | 4  | 26     |
| 7                                                               | R. C. L'Hospitalet        | 16 | 5  | 0 | 11 | 234 | 398 | -164 | 3  | 2  | 25     |
| 8                                                               | C. N. Poble Nou-Enginyers | 16 | 3  | 0 | 13 | 272 | 554 | -282 | 0  | 2  | 14     |
| 9                                                               | Barcelona U. C.-Ubae      | 16 | 0  | 1 | 15 | 199 | 742 | -543 | 1  | 1  | 4      |
| Fuente: Federación Española de Rugby (actualización automática) |                           |    |    |   |    |     |     |      |    |    |        |

J:Jugados / G:Ganados / E:Empatados / P:Perdidos / TF:Tantos a Favor / TC:Tantos en Contra / DT:Diferencia / BO:Bonus Ofensivo / BD:Bonus Defensivo

### Grupo C
|                                                                 | Equipo                        | J  | G  | E | P  | TF  | TC  | DT   | BO | BD | Puntos |
| --------------------------------------------------------------- | ----------------------------- | -- | -- | - | -- | --- | --- | ---- | -- | -- | ------ |
| 1                                                               | Club Alcobendas Rugby         | 16 | 15 | 1 | 0  | 601 | 141 | 460  | 14 | 0  | 76     |
| 2                                                               | C. R. Atlético Portuense      | 16 | 11 | 1 | 4  | 434 | 319 | 115  | 8  | 2  | 56     |
| 3                                                               | CAU Madrid                    | 16 | 11 | 0 | 5  | 418 | 372 | 46   | 9  | 3  | 56     |
| 4                                                               | Helvetia Rugby                | 16 | 8  | 0 | 8  | 355 | 333 | 22   | 5  | 5  | 42     |
| 5                                                               | C. D. Arquitectura            | 16 | 6  | 0 | 10 | 301 | 442 | -141 | 4  | 4  | 32     |
| 6                                                               | A. D. Ing. Industriales Rugby | 16 | 5  | 1 | 10 | 313 | 434 | -121 | 6  | 3  | 31     |
| 7                                                               | C. R. Liceo Francés           | 16 | 6  | 1 | 9  | 246 | 365 | -119 | 1  | 3  | 30     |
| 8                                                               | C. D. U. Granada              | 16 | 5  | 0 | 11 | 288 | 403 | -115 | 3  | 5  | 28     |
| 9                                                               | XV Sanse Scrum R. C.          | 16 | 3  | 0 | 13 | 223 | 370 | -147 | 0  | 6  | 18     |
| Fuente: Federación Española de Rugby (actualización automática) |                               |    |    |   |    |     |     |      |    |    |        |

J:Jugados / G:Ganados / E:Empatados / P:Perdidos / TF:Tantos a Favor / TC:Tantos en Contra / DT:Diferencia / BO:Bonus Ofensivo / BD:Bonus Defensivo

### 2da fase

#### Grupo 1
|                                                                 | Equipo                   | J | G | E | P | TF  | TC  | DT   | BO | BD | Puntos |
| --------------------------------------------------------------- | ------------------------ | - | - | - | - | --- | --- | ---- | -- | -- | ------ |
| 1                                                               | C. R. Sant Cugat         | 4 | 4 | 0 | 0 | 169 | 56  | 113  | 3  | 0  | 19     |
| 2                                                               | Pegamos Bera Bera R. T.  | 4 | 2 | 0 | 2 | 114 | 51  | 63   | 2  | 1  | 11     |
| 3                                                               | C. R. Atlético Portuense | 4 | 0 | 0 | 4 | 54  | 217 | -163 | 0  | 1  | 1      |
| Fuente: Federación Española de Rugby (actualización automática) |                          |   |   |   |   |     |     |      |    |    |        |

#### Grupo 2
|                                                                 | Equipo                | J | G | E | P | TF  | TC  | DT  | BO | BD | Puntos |
| --------------------------------------------------------------- | --------------------- | - | - | - | - | --- | --- | --- | -- | -- | ------ |
| 1                                                               | F. C. Barcelona Rugby | 4 | 3 | 0 | 1 | 155 | 47  | 108 | 3  | 1  | 16     |
| 2                                                               | Uribealdea R. K. E.   | 4 | 2 | 0 | 2 | 78  | 126 | -48 | 0  | 0  | 8      |
| 3                                                               | Club Alcobendas Rugby | 4 | 1 | 0 | 3 | 59  | 119 | -60 | 0  | 2  | 6      |
| Fuente: Federación Española de Rugby (actualización automática) |                       |   |   |   |   |     |     |     |    |    |        |

## Final
| División de Honor B de España (Fase de Ascenso); 25 de mayo de 2014 | F. C. Barcelona Rugby | 40 - 21 | Sant Cugat | La Foixarda, Barcelona |  |

| Por un resultado global favorable de 40 - 21: Asciende a la División de Honor para la temporada 2014-15: F. C. Barcelona Rugby |

## Promoción de Ascenso a División de Honor
| Promoción Ida; 1 de junio de 2014 | Sant Cugat | 29 - 10 | Blusens Universidade Vigo | ZEM La Guinardera, San Cugat del Vallés |  |

| Promoción Vuelta; 7 de junio de 2014 | Blusens Universidade Vigo | 38 - 11 | Sant Cugat | Lagoas-Marcosende, Vigo |  |

- El Blusens Universidade Vigo se mantiene en División de Honor.